# Кованлък
Кованлък или Куванлък (на гръцки: Κόβαλο, Ковало) е село в Западна Тракия, Гърция. Селото е част от дем Козлукебир.

## География
Селото е разположено на 40 километра североизточно от Гюмюрджина.

## История
В 19 век Кованлък е село в Гюмюрджинска кааза на Одринския вилает на Османската империя. Според статистиката на професор Любомир Милетич в 1912 година в селото живеят 25 семейства помаци.